# 영국 철도 802
영국 철도 802(영어: British Rail Class 802)은 영국의 고속철도 차량으로 2017년부터 2020년까지 생산했다. 기존에 운행했던 인터시티 125, 영국 철도 180, 영국 철도 185 차량을 대체할 예정이다. 히타치 제작소의 A-Train 기술을 기반으로 제작되었고 그레이트 웨스턴 철도, 트랜스페닌 익스프레스, 헐 트레인이 운용할 예정이다. 히타치 제작소 해외 공장이 있는 영국 뉴턴 에이클리프에서 차량을 제작할 예정이다.